# Club Campos de Golf Las Praderas de Luján
Club Campos de Golf Las Praderas de Luján es un club de campo ubicado en la Provincia de Buenos Aires, a 70 km al oeste de la Ciudad de Buenos Aires, en el cruce de la Ruta Nacional 6  y la Ruta Provincial RP 192, a 2 kilómetros del pueblo Open Door y a sólo 8 kilómetros de la ciudad de Luján. Su localidad/partido es: Open Door, Lujan, prov de Buenos Aires
Fue creado en 1977  por un grupo de golfistas. El objetivo del lugar era practicar el deporte (golf), interactuar con los miembros del lugar y fomentar la actividad familiar.
Fue sede de torneos tantos profesionales como amateur.
En sus 250 hectáreas hay más de 750 lotes de 900 m²  promedio. Cuenta con un imponente Club House con restaurant y un área deportiva con 3 canchas de golf de 9 hoyos, canchas de polo, picadero y boxes para numerosos caballos, canchas de fútbol, tenis (cuatro de cemento y siete de polvo de ladrillo), paddle, hockey, squash, gimnasio con aparatos, sauna  y pileta de natación. El club cuenta también con una capilla denominada “La Sagrada Familia”.
Cuenta con una frondosa forestación de más de 45.000 ejemplares de especies tan valiosas como cinereas, robles, álamos, ginkos , acacias, fresnos, liquidámbares, Populus alba, Cydonia japonica, aromos, alcanforeros, ombúes, aguaribays, ceibos, y espumillas.

## Población
Contaba con 794 habitantes (Indec, 2001). 